# نومندان
نومندان، روستایی از توابع بخش کرگان‌رود شهرستان طوالش در استان گیلان ایران است.
نام این روستا در تالشی به معنای تازه آباد می‌باشد. اهالی روستا در گذشته‌ای دور از بالا دست به کوهپایه کوچ کرده‌اند.
این روستا دارای دو قسمت است. قسمت جنوبی آن نومندان و قسمت شمالی که قدیمی تر است پشکش نامیده می‌شود. این روستا از لحاظ بکر بودن آداب و رسوم دارای جایگاه ویژه می‌باشد.

## جمعیت
این روستا در دهستان لیسار قرار دارد و براساس سرشماری مرکز آمار ایران در سال ۱۳۸۵، جمعیت آن ۳۶۲ نفر (۸۵خانوار) بوده‌است.